# Szilágyi Gábor (politikus)
Szilágyi Gábor (Mikepércs, 1925. december 14. – Debrecen, 2011. április 25.) magyar politikus, várospolitikus, Debrecen tanácselnöke (1963–1966), majd országgyűlési képviselője (1967–1990).

## Életpályája

### Iskolái
Az Eötvös Loránd Tudományegyetem Állam- és Jogtudományi Karán tanult; jogászi diplomát kapott 1958-ban.

### Pályafutása
1944-ben munkára vezényelték a debreceni repülőtérre, majd a Dunántúlra került. Orosz hadifogságba esett, ahonnan 1948-ban szabadult. Eleinte tisztviselőként tevékenykedett. 1953-ban a Minisztertanácsi Hivatalba került. 1975–1989 között a Debreceni Postaigazgatóság vezetője volt.

### Politikai pályafutása
1945-ben belépett a Magyar Kommunista Pártba. 1948-tól a MDP és az MSZMP tagja volt. 1957-ben a Debrecen, III. kerületi tanács vb-titkára lett. 1963–1966 között Debrecen tanácselnöke volt. 1966–1974 között az MSZMP Debrecen Városi Bizottságának első titkára volt. 1967–1990 között országgyűlési képviselő volt. Előbb Debrecen 2. számú, 1971-től Hajdú-Bihar megye 2. majd 1980-tól Hajdú-Bihar megye 3. számú egyéni választókerületben szerzett képviselői mandátumot.
Temetése a Debreceni köztemetőben történt.

## Díjai
- Munka Érdemrend arany fokozata (1969)
- Georgi Dimitrov Emlékérem (1973)